# Secrétaire général du Commonwealth
Le secrétaire général du Commonwealth est à la tête du secrétariat du Commonwealth (en), l'institution centrale et principale agence inter-gouvernementale du Commonwealth des nations. Le secrétaire général est le principal diplomate du Commonwealth, son principal représentant sur la scène internationale. La position de secrétaire général est néanmoins à distinguer de celle de chef du Commonwealth, titre qui revient à Charles III, qui est par ailleurs le roi des quinze royaumes du Commonwealth.
Le poste de secrétaire général fut créé en même temps que le secrétariat lui-même, lors des réunions des chefs de gouvernement des États membres du Commonwealth, à Londres, en 1965. Le secrétaire général a ses bureaux à Londres. Il doit s'entretenir régulièrement avec les chefs de gouvernement des pays membres du Commonwealth.
Le secrétaire général est élu par l'ensemble des dirigeants des États membres. Son mandat est de quatre ans, renouvelable une fois. En pratique, tout secrétaire général est reconduit pour un second mandat.
L'actuelle secrétaire général est la Ghanéenne Shirley Ayorkor Botchway, en fonction depuis le 1er avril 2025. Elle a été choisie le 25 octobre 2024 par les chefs de gouvernement du Commonwealth.

## Liste des secrétaires généraux
1. Arnold Smith (Canada), 1965-1975
2. Shridath Ramphal (Guyana), 1975-1990
3. Emeka Anyaoku (Nigeria), 1990-2000
4. Don McKinnon (Nouvelle-Zélande), 2000-2008
5. Kamalesh Sharma (Inde), 2008-2016
6. Patricia Scotland (Dominique et Royaume-Uni), 2016-2025
7. Shirley Ayorkor Botchway (Ghana), en fonction depuis le 1er avril 2025

## Sources / Liens externes
- (en) "Role of the Secretary-General", site officiel du secrétariat du Commonwealth
- (en) Site officiel du secrétariat du Commonwealth